# Helicometra pretiosa
Helicometra pretiosa är en plattmaskart. Helicometra pretiosa ingår i släktet Helicometra och familjen Opecoelidae. Inga underarter finns listade i Catalogue of Life.